# Chiloglottis formicifera
Chiloglottis formicifera là một loài thực vật có hoa trong họ Lan. Loài này được Fitzg. mô tả khoa học đầu tiên năm 1877.

## Hình ảnh

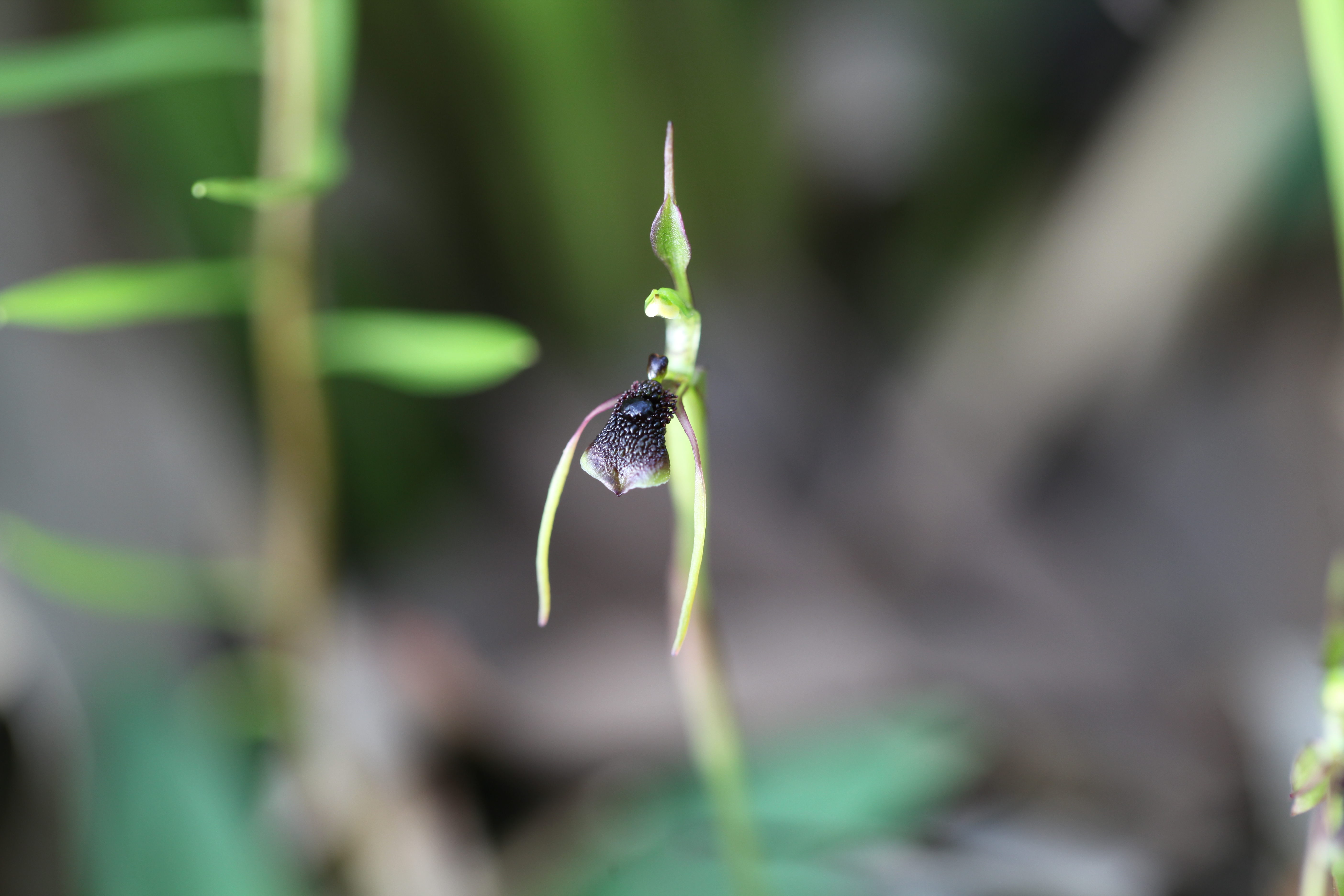
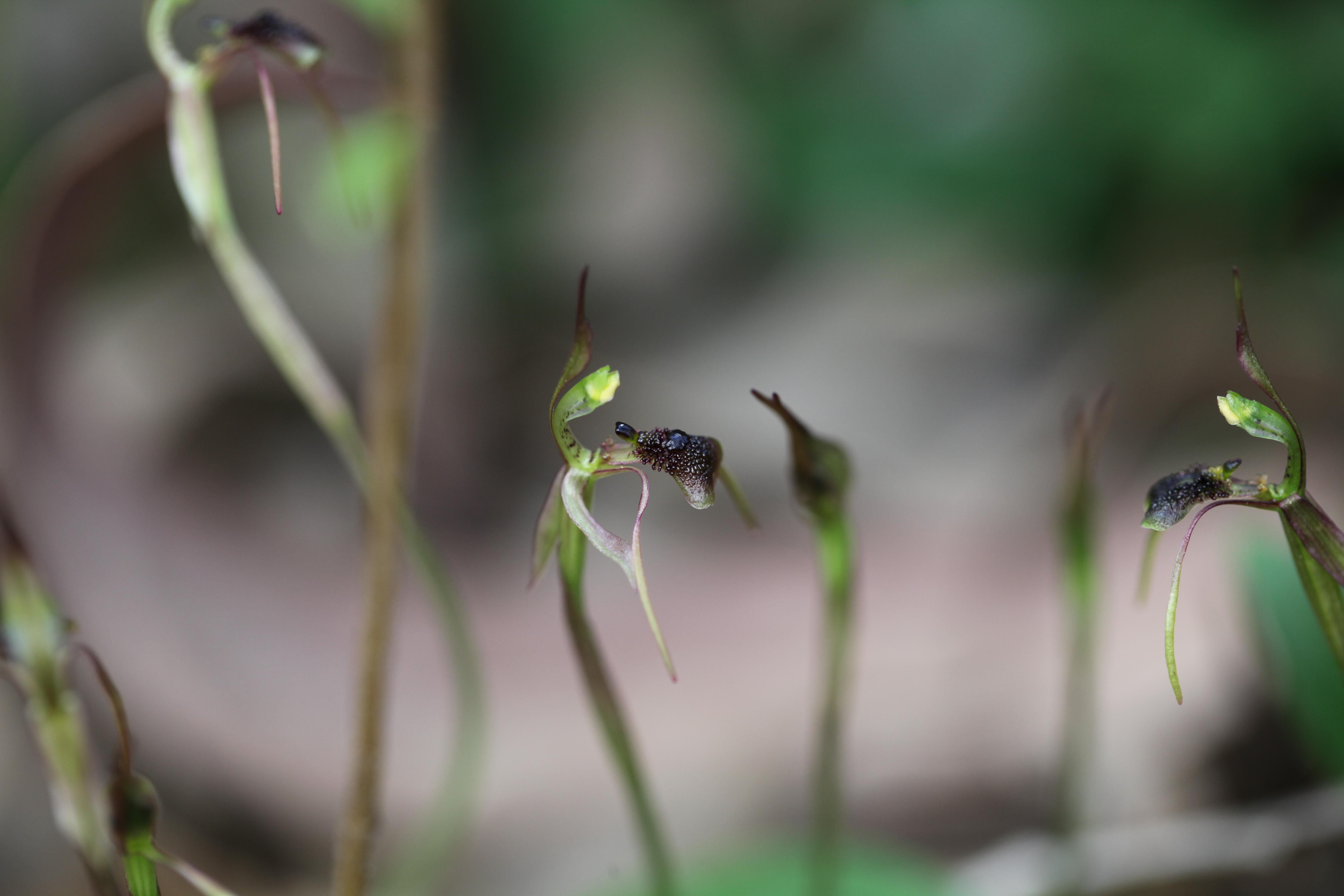
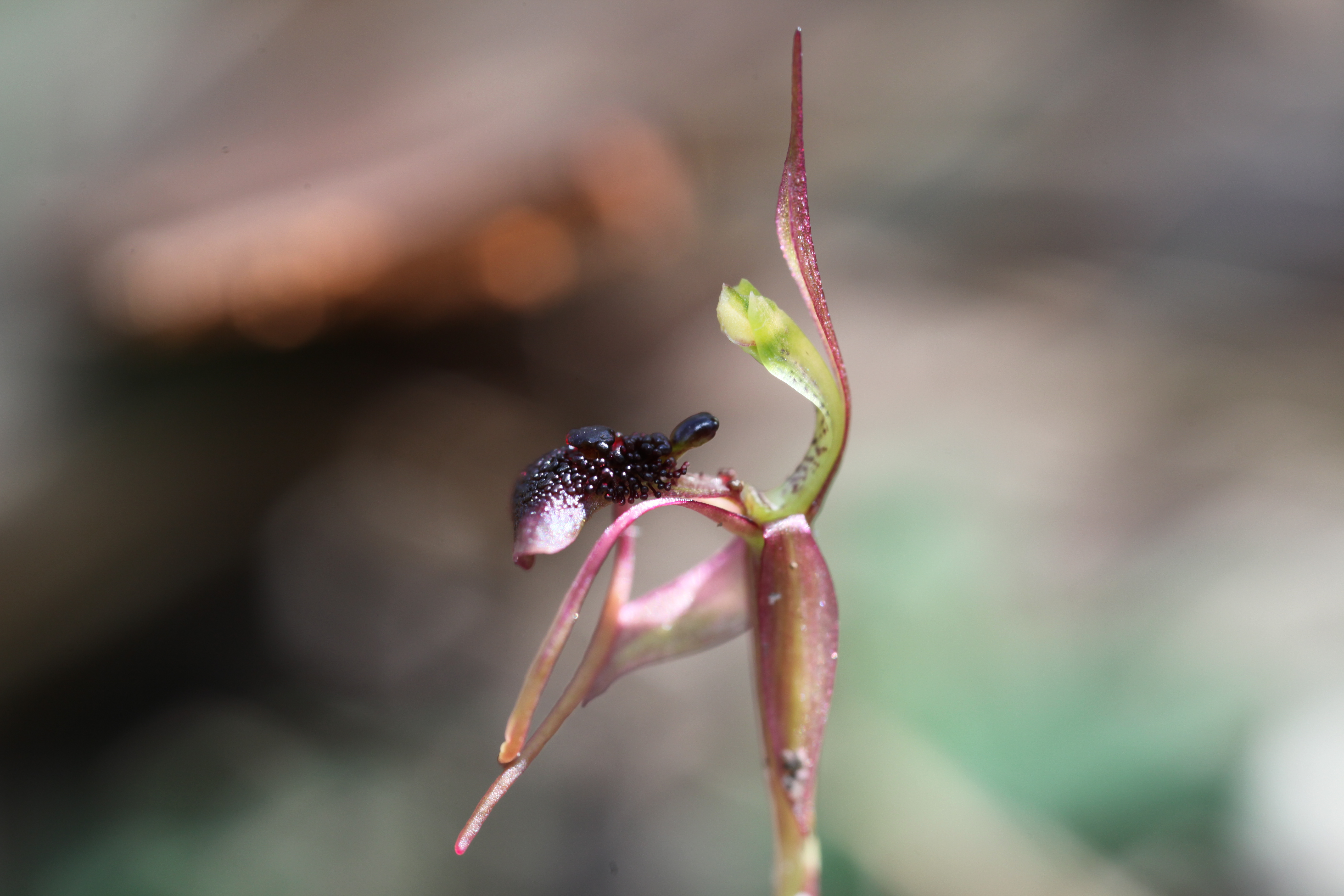